# 丹修一
丹 修一（たん しゅういち）は、日本の映像作家。

## 人物
兵庫県加古川市出身。ミュージック・ビデオ、CMを中心に活動している。スペースシャワーTV、ピースデリックを経て現在はAir Notes所属。1998年、PV監督を務めたhide with Spread Beaver『ピンクスパイダー』がSPACE SHOWER Music Video AwardsのBEST VIDEO OF THE YEARを受賞。
中野裕之、番場秀一、須藤カンジとは師弟関係にある。

## PVを手掛けたアーティスト
- THE YELLOW MONKEY：『嘆くなり我が夜のFantasy』『追憶のマーメイド』『太陽が燃えている』
- L'Arc〜en〜Ciel：『and She Said』
- GLAY：『MERMAID』『とまどい』『またここであいましょう』『Ashes-1969-』『紅と黒のMATADORA』『I LOVE YOUをさがしてる』
- GLAY feat. KYOSUKE HIMURO：『ANSWER』
- 黒夢：『ピストル』『NITE&DAY』『Spray』『Like @ Angel』『MARIA』『少年』『MIND BREAKER』『後遺症-AFTEREFFECT-』『Reverb』
- SADS：『SANDY』『LIAR』『赤裸々』『忘却の空』『Because』『ストロベリー』『NIGHTMARE』『PORNO STAR』
- hide with Spread Beaver：『ROCKET DIVE』『ピンクスパイダー』
- LUNA SEA：『gravity』『TONIGHT』『LOVE SONG』『Hold You Down』
- THE BACK HORN：『光の結晶』『夢の花』
- Seo Taiji：『Feel The Soul』
- 五月天：『倔強』
- maléfices：『Millions d'Ions』
- 中谷美紀：『天国より野蛮-Wilder than Heaven』
- 浜崎あゆみ：『HANABI ～episode Ⅱ～』
- 中島美嘉：『ONE SURVIVE』『ひとり』『僕が死のうと思ったのは』
- hitomi : 『Someday』『there is...』『LOVE 2000』『キミにKISS』『INNER CHILD』『flow』『Japanese girl』
- BLANKEY JET CITY：『左ききのBaby』『赤いタンバリン』『小さな恋のメロディ』
- PE'Z：『大地讃頌』※PVは制作されたが、どのPV集にも収録されないまま現在も商品化されていない。
- MY LITTLE LOVER：『Shuffle』　『Private eyes』　『空の下で』　『DESTINY』　『CRAZY LOVE』　『STARDUST』　『shooting star 〜シューティングスター〜』　『日傘 〜japanese beauty〜』
- Mr.Children：『ALIVE』『Brandnew my lover』『ボレロ』『タイムマシーンに乗って』『光の射す方へ』『I'LL BE』『口笛』『優しい歌』『REM』
- 宮本浩次：『日本全国縦横無尽Live2021』
- レミオロメン
  - 『蒼の世界』『粉雪』…SPACE SHOWER Music Video AwardsBEST YOUR CHOICE受賞  『茜空』
- les 5-4-3-2-1
- SCUDELIA ELECTRO：『TRUTH』
- サザンオールスターズ：『東京VICTORY』
- 凛として時雨：『SOSOS』
- MIYAVI：『Guard You』
- TK from 凛として時雨 :『Secret Sensation』『like there is tomorrow』『Signal』『Wonder Palette』
- unBORDE all stars : 『Feel』
- lynch. : 『TRIGGER feat. J』
- 吉川晃司 : 『Lucky man』[1]
- Argonavis : 『ゴールライン』
- WEST.：『Go.』

ほか

## LIVE
- Mr.Children：『Mr.Children TOUR '99 DISCOVERY』『Mr.Children CONCERT TOUR POPSAURUS 2001』
- 黒夢：『1996 FAKE STAR'S CIRCUIT-BOYS ONLY』『1996 FAKE STAR'S CIRCUIT-YOKOHAMA ARENA』『1997.10.31 LIVE AT 新宿LOFT』
- WEST.：『WOWOW presents WEST. 10th Anniversary Live "W"』

## CM
- 東芝 Qosmio 「コスミオ・インパクト」篇 （2005年）
- 本田技研工業 低床・低重心ミニバン 「ハイヒール」篇 （2006年）
- ライトオン 企業 「Breaker 06春・夏」篇 （2006年）
- カネボウ REVUE 「06AW」篇 （2006年）
- 東芝 Sportio 「コスチューム」篇 （2007年）
- 富士通 企業 「ICタグ・電子カルテ」 （2007年）
- サッポロビール エビス〈ザ・ホップ〉 「グリーンガーデン」篇 （2008年）
- 伊藤園 お〜いお茶 「三浦春馬の茶畑日記」篇 （2008年 出演 三浦春馬）

ほか

## 映画
- マジックユートピア（2016年） - 監督 ※ 遠山昇司と共同[2]
- WEST. 10th Anniversary Live "W" -Film edition-（2024年） - 監督

## 主な受賞
- SPACE SHOWER Music Video Awards BEST VIDEO OF THE YEAR

ほか